# Sirandou Diawara
Pour les articles homonymes, voir Diawara.
 (novembre 2018).
Sirandou Diawara est une architecte franco-malienne née en 1974. Après avoir fait ses études à Charenton puis à l’École supérieure d’architecture de Paris-La Villette, elle crée en 2005 son cabinet d'architecture Soda Architecture. En France, elle travaille sur le projet Pays des Impressionnistes et est responsable de l'aménagement fluvial dans ce cadre. Au Mali, elle travaille en tant qu'architecte-conseil dans les projets de construction de plusieurs villas présidentielles, de l'hôtel Sheraton Bamako. Elle a réalisé des rénovations complètes d'immeubles dans le quartier d'affaires de Bamako et a réalisé aussi la rénovation de l'hôtel Azalaï Indépendance à Ouagadougou. Après avoir travaillé entre la France et le Mali, elle installe ses activités au Mali en 2010.

## Vision de l'architecture
Pour Sirandou Diawara, l'architecte, « penser écologie, utiliser les matériaux locaux et les techniques qui économisent l’énergie ». Elle est notamment sensible aux aspects bioclimatiques dans la réalisation de ses projets. Elle pense aussi que le mélange entre tradition et innovation est important dans l'architecte. Elle définit son architecture comme métissée et prend pour modèle l'aménagement urbain sud-africain.